# طواف هوت فار 2022
طواف هوت فار 2022 (بالفرنسية: Tour des Alpes-Maritimes et du Var 2022) هو سباق دراجات هوائية، وهو الموسم رقم 54 من طواف هوت فار، وأقيم خلال الفترة 18 فبراير 2022، وحتى 20 فبراير 2022، وهو أحد سباقات طواف أوروبا للدراجات 2022.
فاز بالمركز الأول نيرو كوينتانا، وبالمركز الثاني تيم فيلانز، وبالمركز الثالث ويليام مارتن، وفاز نيرو كوينتانا في ترتيب النقاط، وكان الفائز حسب النقاط للشباب Andreas Kron ‏، وكان الفائز في تصنيف الجبال نيرو كوينتانا، وفاز إف دي جي في ترتيب الفرق.

## الفرق
| فرق عالمية (7)- Cofidis - EF Education-EasyPost - AG2R Citroën Team - Trek-Segafredo - Groupama-FDJ - Lotto-Soudal - Team DSM فرق برو (6)- بنجوال باوليز ساوكس دبليو بي 2022 ‏ - بي آند بي هوتيلز 2022 ‏ - TotalEnergies - Arkéa-Samsic - كيرن فارما 2022 ‏ - أونو اكس برو سايكلنج تيم 2022 ‏ فرق قارية (5)- Nice Métropole Côte d'Azur ‏ - CIC U Nantes Atlantique ‏ - سانت ميشيل-أوبير 93 2022 ‏ - Van Rysel–Roubaix ‏ - فريق ريوال للدراجات 2022 ‏ |  |
| |  |

## المراحل
| قائمة المراحل | قائمة المراحل | قائمة المراحل                 | قائمة المراحل      | قائمة المراحل | قائمة المراحل   | قائمة المراحل |
| المرحلة       | التاريخ       | الدورة                        |                    | المسافة (كم)  | الفائز بالمرحلة | القائد العام  |
| ------------- | ------------- | ----------------------------- | ------------------ | ------------- | --------------- | ------------- |
| مرحلة 1       | 18 فبراير     | سانت رافاييل – لا سين سور مير | مرحلة جبلية        | 176٫3         | كاليب إيوان     | كاليب إيوان   |
| مرحلة 2       | 19 فبراير     | بوجييه تينييه – لا توربي      | مرحلة جبلية متوسطة | 149٫1         | تيم فيلانز      | تيم فيلانز    |
| مرحلة 3       | 20 فبراير     | فيلفرانش سور مير – بلوساسك    | مرحلة جبلية متوسطة | 112٫6         | نيرو كوينتانا   | نيرو كوينتانا |

## النتيجة

### مرحلة 1
هي مرحلة جبلية، أقيمت في 18 فبراير 2022، وامتدّت لمسافة 176.3 كيلومتر. فاز بالمرحلة كاليب إيوان، وكان متصدر الترتيب العام في نهاية المرحلة كاليب إيوان، وكان المتصدر حسب ترتيب النقاط كاليب إيوان، وكان المتصدر في ترتيب التسلق ، وتصدر ترتيب النقاط للشباب Alexis Renard ‏، وكان متصدر ترتيب الفرق لوتو-سودال 2022 ‏.
| التصنيف العام         | التصنيف العام    | التصنيف العام   | التصنيف العام               | التصنيف العام |
| العداء                | العداء           | البلد           | الفريق                      | الوقت         |
| --------------------- | ---------------- | --------------- | --------------------------- | ------------- |
| 1                     | كاليب إيوان      | أستراليا        | لوتو سودال                  | 4 س 14 د 44 ث |
| 2                     | أنتوني تورجيس    | فرنسا           | ديركت إينرجي                | + 0 ث         |
| 3                     | ناصر بوهاني      | فرنسا           | فورتنيو سامسيك              | + 0 ث         |
| 4                     | أندريا فيندرام   | إيطاليا         | AG2R Citroën Team           | + 0 ث         |
| 5                     | اليكس كيرش       | لوكسمبورغ       | تريك سيغافريدو              | + 0 ث         |
| 6                     | Kevin Geniets ‏   | لوكسمبورغ       | Groupama-FDJ                | + 0 ث         |
| 7                     | أنتوني مالدونادو | فرنسا           | إتش بي بي تي بي – أوبير 93 ‏ | + 0 ث         |
| 8                     | Alexis Renard ‏   | فرنسا           | كوفيديس                     | + 0 ث         |
| 9                     | جيمس شو          | المملكة المتحدة | إي أف إديوكيشن نيبو         | + 0 ث         |
| 10                    | دامين توزي       | فرنسا           | AG2R Citroën Team           | + 0 ث         |
| مصدر: ProCyclingStats |                  |                 |                             |               |

### مرحلة 2
هي مرحلة جبلية متوسطة، أقيمت في 19 فبراير 2022، وامتدّت لمسافة 149.1 كيلومتر. فاز بالمرحلة تيم فيلانز، وكان متصدر الترتيب العام في نهاية المرحلة تيم فيلانز، وكان المتصدر حسب ترتيب النقاط تيم فيلانز، وكان المتصدر في ترتيب التسلق ليليان كالجمان، وتصدر ترتيب النقاط للشباب Andreas Kron ‏، وكان متصدر ترتيب الفرق أيه إل أم 2022 ‏.
| التصنيف العام         | التصنيف العام            | التصنيف العام   | التصنيف العام       | التصنيف العام |
| العداء                | العداء                   | البلد           | الفريق              | الوقت         |
| --------------------- | ------------------------ | --------------- | ------------------- | ------------- |
| 1                     | تيم فيلانز               | بلجيكا          | لوتو سودال          | 8 س 00 د 43 ث |
| 2                     | نيرو كوينتانا            | كولومبيا        | فورتنيو سامسيك      | + 0 ث         |
| 3                     | فالنتين مادواس           | فرنسا           | Groupama-FDJ        | + 26 ث        |
| 4                     | باوك موليما              | هولندا          | تريك سيغافريدو      | + 27 ث        |
| 5                     | ويليام مارتن             | فرنسا           | كوفيديس             | + 27 ث        |
| 6                     | Amanuel Ghebreigzabhier ‏ | إريتريا         | تريك سيغافريدو      | + 31 ث        |
| 7                     | Andreas Kron ‏            | الدنمارك        | لوتو سودال          | + 1 د 27 ث    |
| 8                     | الكسيس فويليرموز         | فرنسا           | ديركت إينرجي        | + 1 د 27 ث    |
| 9                     | جيمس شو                  | المملكة المتحدة | إي أف إديوكيشن نيبو | + 1 د 32 ث    |
| 10                    | Kevin Geniets ‏           | لوكسمبورغ       | Groupama-FDJ        | + 1 د 33 ث    |
| مصدر: ProCyclingStats |                          |                 |                     |               |

### مرحلة 3
هي مرحلة جبلية متوسطة، أقيمت في 20 فبراير 2022، وامتدّت لمسافة 112.6 كيلومتر. فاز بالمرحلة نيرو كوينتانا، وكان متصدر الترتيب العام في نهاية المرحلة نيرو كوينتانا.

## المشاركون
| Trek-Segafredo TFS | Trek-Segafredo TFS       | Trek-Segafredo TFS |
| ------------------ | ------------------------ | ------------------ |
| م                  | عداء                     | مرتبة              |
| 1                  | باوك موليما              | 5                  |
| 2                  | اليكس كيرش               | 40                 |
| 4                  | Amanuel Ghebreigzabhier ‏ | 6                  |
| 5                  | Asbjørn Hellemose ‏       | 63                 |
| 6                  | Mattias Skjelmose        | لم يبدأ-3          |

| AG2R Citroën Team ACT | AG2R Citroën Team ACT   | AG2R Citroën Team ACT |
| --------------------- | ----------------------- | --------------------- |
| م                     | عداء                    | مرتبة                 |
| 11                    | Dorian Godon ‏           | 29                    |
| 12                    | ليليان كالجمان          | 36                    |
| 13                    | Mikaël Cherel ‏          | 51                    |
| 14                    | Aurélien Paret-Peintre ‏ | 11                    |
| 15                    | دامين توزي              | 20                    |
| 16                    | أندريا فيندرام          | 22                    |
| 17                    | Larry Warbasse ‏         | 14                    |

| Groupama-FDJ GFC | Groupama-FDJ GFC                  | Groupama-FDJ GFC |
| ---------------- | --------------------------------- | ---------------- |
| م                | عداء                              | مرتبة            |
| 21               | تيبو بينو                         | 24               |
| 22               | Lewis Askey ‏                      | 94               |
| 23               | Kevin Geniets ‏ (طريق و زمني فردي) | 10               |
| 24               | فالنتين مادواس                    | 4                |
| 26               | أنتوني رو                         | 77               |
| 27               | مايكل ستورر                       | 32               |

| Cofidis COF | Cofidis COF      | Cofidis COF      |
| ----------- | ---------------- | ---------------- |
| م           | عداء             | مرتبة            |
| 31          | Guillaume Martin | 3                |
| 32          | Victor Lafay ‏    | 35               |
| 33          | أنتوني بيريز     | 38               |
| 34          | François Bidard ‏ | 37               |
| 35          | Alexis Renard ‏   | لم يكمل السباق-3 |
| 36          | Eddy Finé ‏       | 56               |
| 37          | توماس شامبيون    | 84               |

| EF Education-EasyPost EFE | EF Education-EasyPost EFE | EF Education-EasyPost EFE |
| ------------------------- | ------------------------- | ------------------------- |
| م                         | عداء                      | مرتبة                     |
| 41                        | سيمون كار                 | لم يكمل السباق-3          |
| 43                        | Hideto Nakane ‏            | 81                        |
| 44                        | Jonas Rutsch ‏             | 70                        |
| 45                        | جيمس شو                   | 9                         |
| 46                        | مايكل فالغرين             | لم يكمل السباق-2          |
| 47                        | Łukasz Wiśniowski ‏        | 79                        |

| Arkéa-Samsic ARK | Arkéa-Samsic ARK | Arkéa-Samsic ARK |
| ---------------- | ---------------- | ---------------- |
| م                | عداء             | مرتبة            |
| 51               | نيرو كوينتانا    | 1                |
| 52               | ماكسيم بويه      | 31               |
| 53               | ناصر بوهاني      | 87               |
| 54               | Miguel Flórez ‏   | 85               |
| 55               | نيكولاس ايديت    | 28               |
| 56               | Łukasz Owsian ‏   | 23               |
| 57               | Kévin Ledanois ‏  | لم يكمل السباق-3 |

| لوتو سودال LTS | لوتو سودال LTS      | لوتو سودال LTS   |
| -------------- | ------------------- | ---------------- |
| م              | عداء                | مرتبة            |
| 61             | تيم فيلانز          | 2                |
| 62             | ارنو دي لاي         | 86               |
| 63             | كاليب إيوان         | لم يكمل السباق-3 |
| 64             | Andreas Kron ‏       | 8                |
| 65             | Harry Sweeny ‏       | 59               |
| 66             | برنت فان موير       | 72               |
| 67             | Florian Vermeersch ‏ | 67               |

| Team DSM DSM | Team DSM DSM     | Team DSM DSM |
| ------------ | ---------------- | ------------ |
| م            | عداء             | مرتبة        |
| 71           | رومان كومبو      | 12           |
| 72           | مارك دونوفان     | 16           |
| 73           | كريس هاميلتون    | 26           |
| 74           | Lorenzo Milesi ‏  | 53           |
| 76           | Martijn Tusveld ‏ | 41           |

| Development Team DSM–Firmenich PostNL ‏ DDS | Development Team DSM–Firmenich PostNL ‏ DDS | Development Team DSM–Firmenich PostNL ‏ DDS |
| ------------------------------------------ | ------------------------------------------ | ------------------------------------------ |
| م                                          | عداء                                       | مرتبة                                      |
| 77                                         | Hannes Wilksch ‏                            | لم يكمل السباق-3                           |

| TotalEnergies TEN | TotalEnergies TEN | TotalEnergies TEN |
| ----------------- | ----------------- | ----------------- |
| م                 | عداء              | مرتبة             |
| 81                | بيتر ساغان (طريق) | 65                |
| 83                | Valentin Ferron ‏  | 30                |
| 84                | دانيال أوس        | 39                |
| 85                | جوليان سيمون      | 25                |
| 86                | أنتوني تورجيس     | 62                |
| 87                | الكسيس فويليرموز  | 7                 |

| أونو-إكس موبيليتي ‏ UXT | أونو-إكس موبيليتي ‏ UXT      | أونو-إكس موبيليتي ‏ UXT |
| ---------------------- | --------------------------- | ---------------------- |
| م                      | عداء                        | مرتبة                  |
| 91                     | Anders Halland Johannessen ‏ | لم يكمل السباق-3       |
| 92                     | يوناس غريغارد               | 27                     |
| 93                     | أندرس سكارسيث               | 34                     |
| 95                     | Torstein Træen ‏             | 15                     |
| 96                     | Torjus Sleen ‏               | 76                     |
| 97                     | Magnus Brynsrud ‏            | 54                     |

| فيتال كونسبت ‏ BBK | فيتال كونسبت ‏ BBK | فيتال كونسبت ‏ BBK |
| ----------------- | ----------------- | ----------------- |
| م                 | عداء              | مرتبة             |
| 101               | Franck Bonnamour ‏ | 13                |
| 102               | Cyril Barthe ‏     | 48                |
| 103               | Maxime Chevalier ‏ | 33                |
| 104               | Thibault Ferasse ‏ | لم يكمل السباق-3  |
| 105               | سيريل غوتييه      | 50                |
| 106               | جوناثان إيفيرت    | 69                |
| 107               | Victor Koretzky ‏  | 66                |

| بنجوال باوليز ساوكس دبليو بي ‏ BWB | بنجوال باوليز ساوكس دبليو بي ‏ BWB | بنجوال باوليز ساوكس دبليو بي ‏ BWB |
| --------------------------------- | --------------------------------- | --------------------------------- |
| م                                 | عداء                              | مرتبة                             |
| 111                               | Arjen Livyns ‏                     | 68                                |
| 112                               | Rémy Mertz ‏                       | 45                                |
| 113                               | كيني مولي                         | 21                                |
| 114                               | Tom Paquot ‏                       | لم يكمل السباق-2                  |
| 115                               | Luc Wirtgen ‏                      | لم يبدأ-3                         |
| 116                               | Dimitri Peyskens ‏                 | لم يكمل السباق-3                  |
| 117                               | ماركو تيزا                        | 43                                |

| Equipo Kern Pharma ‏ EKP | Equipo Kern Pharma ‏ EKP    | Equipo Kern Pharma ‏ EKP |
| ----------------------- | -------------------------- | ----------------------- |
| م                       | عداء                       | مرتبة                   |
| 121                     | Roger Adrià ‏               | 19                      |
| 122                     | Eugenio Sánchez (cyclist) ‏ | 50                      |
| 123                     | مارتي ماركيز               | 44                      |
| 124                     | Pau Miquel ‏                | 71                      |
| 125                     | Sergio Araiz ‏              | لم يكمل السباق-3        |
| 126                     | Danny van der Tuuk ‏        | 64                      |
| 127                     | خايمي كاستريلو             | 60                      |

| فريق ريوال للدراجات ‏ RIW | فريق ريوال للدراجات ‏ RIW | فريق ريوال للدراجات ‏ RIW |
| ------------------------ | ------------------------ | ------------------------ |
| م                        | عداء                     | مرتبة                    |
| 131                      | DEN                      | لم يكمل السباق-2         |
| 132                      | جاكوب أريكسون ‏           | 55                       |
| 133                      | Elmar Reinders ‏          | 69                       |
| 134                      | مارتين بودينغ ‏           | لم يكمل السباق-3         |
| 135                      | كريستوفر ليسن ‏           | 95                       |
| 136                      | ماتياس بريجنهوج ‏         | 17                       |
| 137                      | DEN                      | لم يكمل السباق-3         |

| إتش بي بي تي بي – أوبير 93 ‏ AUB | إتش بي بي تي بي – أوبير 93 ‏ AUB | إتش بي بي تي بي – أوبير 93 ‏ AUB |
| ------------------------------- | ------------------------------- | ------------------------------- |
| م                               | عداء                            | مرتبة                           |
| 141                             | Joris Delbove ‏                  | 42                              |
| 142                             | Nicolas Debeaumarché ‏           | لم يبدأ-2                       |
| 144                             | أنتوني مالدونادو                | 88                              |
| 145                             | Flavien Maurelet ‏               | 89                              |
| 146                             | Yoann Paillot ‏                  | 46                              |
| 147                             | Morné van Niekerk ‏              | لم يكمل السباق-3                |

| Van Rysel–Roubaix ‏ GRL | Van Rysel–Roubaix ‏ GRL | Van Rysel–Roubaix ‏ GRL |
| ---------------------- | ---------------------- | ---------------------- |
| م                      | عداء                   | مرتبة                  |
| 151                    | افالداس سيسكفهيوس      | 91                     |
| 152                    | Clément Carisey ‏       | 82                     |
| 153                    | توماس دينيس            | لم يكمل السباق-2       |
| 154                    | Maxime Jarnet ‏         | 52                     |
| 155                    | Jérémy Leveau ‏         | لم يبدأ-1              |
| 156                    | FRA                    | 90                     |
| 157                    | صموئيل لورو ‏           | 65                     |

| Nice Métropole Côte d'Azur ‏ NMC | Nice Métropole Côte d'Azur ‏ NMC | Nice Métropole Côte d'Azur ‏ NMC |
| ------------------------------- | ------------------------------- | ------------------------------- |
| م                               | عداء                            | مرتبة                           |
| 161                             | Antoine Berlin ‏                 | 58                              |
| 162                             | Julien Amadori ‏                 | 96                              |
| 163                             | Jonathan Couanon ‏               | 83                              |
| 164                             | FRA                             | 74                              |
| 165                             | Jean Goubert ‏                   | 49                              |
| 166                             | (Wikidata:Q233)                 | 18                              |
| 167                             | Maxime Urruty ‏                  | 78                              |

| CIC U Nantes Atlantique ‏ 194 | CIC U Nantes Atlantique ‏ 194 | CIC U Nantes Atlantique ‏ 194 |
| ---------------------------- | ---------------------------- | ---------------------------- |
| م                            | عداء                         | مرتبة                        |
| 171                          | Louis Barré ‏                 |                              |
| 172                          | FRA                          |                              |
| 173                          | Jordan Jegat ‏                |                              |
| 174                          | Yaël Joalland ‏               | لم يكمل السباق-2             |
| 175                          | Mathias Le Turnier ‏          |                              |
| 176                          | Axel Mariault ‏               |                              |
| 177                          | ايمانويل مورين               |                              |

| Trek-Segafredo TFS | Trek-Segafredo TFS       | Trek-Segafredo TFS |
| ------------------ | ------------------------ | ------------------ |
| م                  | عداء                     | مرتبة              |
| 1                  | باوك موليما              | 5                  |
| 2                  | اليكس كيرش               | 40                 |
| 4                  | Amanuel Ghebreigzabhier ‏ | 6                  |
| 5                  | Asbjørn Hellemose ‏       | 63                 |
| 6                  | Mattias Skjelmose        | لم يبدأ-3          |

| AG2R Citroën Team ACT | AG2R Citroën Team ACT   | AG2R Citroën Team ACT |
| --------------------- | ----------------------- | --------------------- |
| م                     | عداء                    | مرتبة                 |
| 11                    | Dorian Godon ‏           | 29                    |
| 12                    | ليليان كالجمان          | 36                    |
| 13                    | Mikaël Cherel ‏          | 51                    |
| 14                    | Aurélien Paret-Peintre ‏ | 11                    |
| 15                    | دامين توزي              | 20                    |
| 16                    | أندريا فيندرام          | 22                    |
| 17                    | Larry Warbasse ‏         | 14                    |

| Groupama-FDJ GFC | Groupama-FDJ GFC                  | Groupama-FDJ GFC |
| ---------------- | --------------------------------- | ---------------- |
| م                | عداء                              | مرتبة            |
| 21               | تيبو بينو                         | 24               |
| 22               | Lewis Askey ‏                      | 94               |
| 23               | Kevin Geniets ‏ (طريق و زمني فردي) | 10               |
| 24               | فالنتين مادواس                    | 4                |
| 26               | أنتوني رو                         | 77               |
| 27               | مايكل ستورر                       | 32               |

| Cofidis COF | Cofidis COF      | Cofidis COF      |
| ----------- | ---------------- | ---------------- |
| م           | عداء             | مرتبة            |
| 31          | Guillaume Martin | 3                |
| 32          | Victor Lafay ‏    | 35               |
| 33          | أنتوني بيريز     | 38               |
| 34          | François Bidard ‏ | 37               |
| 35          | Alexis Renard ‏   | لم يكمل السباق-3 |
| 36          | Eddy Finé ‏       | 56               |
| 37          | توماس شامبيون    | 84               |

| EF Education-EasyPost EFE | EF Education-EasyPost EFE | EF Education-EasyPost EFE |
| ------------------------- | ------------------------- | ------------------------- |
| م                         | عداء                      | مرتبة                     |
| 41                        | سيمون كار                 | لم يكمل السباق-3          |
| 43                        | Hideto Nakane ‏            | 81                        |
| 44                        | Jonas Rutsch ‏             | 70                        |
| 45                        | جيمس شو                   | 9                         |
| 46                        | مايكل فالغرين             | لم يكمل السباق-2          |
| 47                        | Łukasz Wiśniowski ‏        | 79                        |

| Arkéa-Samsic ARK | Arkéa-Samsic ARK | Arkéa-Samsic ARK |
| ---------------- | ---------------- | ---------------- |
| م                | عداء             | مرتبة            |
| 51               | نيرو كوينتانا    | 1                |
| 52               | ماكسيم بويه      | 31               |
| 53               | ناصر بوهاني      | 87               |
| 54               | Miguel Flórez ‏   | 85               |
| 55               | نيكولاس ايديت    | 28               |
| 56               | Łukasz Owsian ‏   | 23               |
| 57               | Kévin Ledanois ‏  | لم يكمل السباق-3 |

| لوتو سودال LTS | لوتو سودال LTS      | لوتو سودال LTS   |
| -------------- | ------------------- | ---------------- |
| م              | عداء                | مرتبة            |
| 61             | تيم فيلانز          | 2                |
| 62             | ارنو دي لاي         | 86               |
| 63             | كاليب إيوان         | لم يكمل السباق-3 |
| 64             | Andreas Kron ‏       | 8                |
| 65             | Harry Sweeny ‏       | 59               |
| 66             | برنت فان موير       | 72               |
| 67             | Florian Vermeersch ‏ | 67               |

| Team DSM DSM | Team DSM DSM     | Team DSM DSM |
| ------------ | ---------------- | ------------ |
| م            | عداء             | مرتبة        |
| 71           | رومان كومبو      | 12           |
| 72           | مارك دونوفان     | 16           |
| 73           | كريس هاميلتون    | 26           |
| 74           | Lorenzo Milesi ‏  | 53           |
| 76           | Martijn Tusveld ‏ | 41           |

| Development Team DSM–Firmenich PostNL ‏ DDS | Development Team DSM–Firmenich PostNL ‏ DDS | Development Team DSM–Firmenich PostNL ‏ DDS |
| ------------------------------------------ | ------------------------------------------ | ------------------------------------------ |
| م                                          | عداء                                       | مرتبة                                      |
| 77                                         | Hannes Wilksch ‏                            | لم يكمل السباق-3                           |

| TotalEnergies TEN | TotalEnergies TEN | TotalEnergies TEN |
| ----------------- | ----------------- | ----------------- |
| م                 | عداء              | مرتبة             |
| 81                | بيتر ساغان (طريق) | 65                |
| 83                | Valentin Ferron ‏  | 30                |
| 84                | دانيال أوس        | 39                |
| 85                | جوليان سيمون      | 25                |
| 86                | أنتوني تورجيس     | 62                |
| 87                | الكسيس فويليرموز  | 7                 |

| أونو-إكس موبيليتي ‏ UXT | أونو-إكس موبيليتي ‏ UXT      | أونو-إكس موبيليتي ‏ UXT |
| ---------------------- | --------------------------- | ---------------------- |
| م                      | عداء                        | مرتبة                  |
| 91                     | Anders Halland Johannessen ‏ | لم يكمل السباق-3       |
| 92                     | يوناس غريغارد               | 27                     |
| 93                     | أندرس سكارسيث               | 34                     |
| 95                     | Torstein Træen ‏             | 15                     |
| 96                     | Torjus Sleen ‏               | 76                     |
| 97                     | Magnus Brynsrud ‏            | 54                     |

| فيتال كونسبت ‏ BBK | فيتال كونسبت ‏ BBK | فيتال كونسبت ‏ BBK |
| ----------------- | ----------------- | ----------------- |
| م                 | عداء              | مرتبة             |
| 101               | Franck Bonnamour ‏ | 13                |
| 102               | Cyril Barthe ‏     | 48                |
| 103               | Maxime Chevalier ‏ | 33                |
| 104               | Thibault Ferasse ‏ | لم يكمل السباق-3  |
| 105               | سيريل غوتييه      | 50                |
| 106               | جوناثان إيفيرت    | 69                |
| 107               | Victor Koretzky ‏  | 66                |

| بنجوال باوليز ساوكس دبليو بي ‏ BWB | بنجوال باوليز ساوكس دبليو بي ‏ BWB | بنجوال باوليز ساوكس دبليو بي ‏ BWB |
| --------------------------------- | --------------------------------- | --------------------------------- |
| م                                 | عداء                              | مرتبة                             |
| 111                               | Arjen Livyns ‏                     | 68                                |
| 112                               | Rémy Mertz ‏                       | 45                                |
| 113                               | كيني مولي                         | 21                                |
| 114                               | Tom Paquot ‏                       | لم يكمل السباق-2                  |
| 115                               | Luc Wirtgen ‏                      | لم يبدأ-3                         |
| 116                               | Dimitri Peyskens ‏                 | لم يكمل السباق-3                  |
| 117                               | ماركو تيزا                        | 43                                |

| Equipo Kern Pharma ‏ EKP | Equipo Kern Pharma ‏ EKP    | Equipo Kern Pharma ‏ EKP |
| ----------------------- | -------------------------- | ----------------------- |
| م                       | عداء                       | مرتبة                   |
| 121                     | Roger Adrià ‏               | 19                      |
| 122                     | Eugenio Sánchez (cyclist) ‏ | 50                      |
| 123                     | مارتي ماركيز               | 44                      |
| 124                     | Pau Miquel ‏                | 71                      |
| 125                     | Sergio Araiz ‏              | لم يكمل السباق-3        |
| 126                     | Danny van der Tuuk ‏        | 64                      |
| 127                     | خايمي كاستريلو             | 60                      |

| فريق ريوال للدراجات ‏ RIW | فريق ريوال للدراجات ‏ RIW | فريق ريوال للدراجات ‏ RIW |
| ------------------------ | ------------------------ | ------------------------ |
| م                        | عداء                     | مرتبة                    |
| 131                      | DEN                      | لم يكمل السباق-2         |
| 132                      | جاكوب أريكسون ‏           | 55                       |
| 133                      | Elmar Reinders ‏          | 69                       |
| 134                      | مارتين بودينغ ‏           | لم يكمل السباق-3         |
| 135                      | كريستوفر ليسن ‏           | 95                       |
| 136                      | ماتياس بريجنهوج ‏         | 17                       |
| 137                      | DEN                      | لم يكمل السباق-3         |

| إتش بي بي تي بي – أوبير 93 ‏ AUB | إتش بي بي تي بي – أوبير 93 ‏ AUB | إتش بي بي تي بي – أوبير 93 ‏ AUB |
| ------------------------------- | ------------------------------- | ------------------------------- |
| م                               | عداء                            | مرتبة                           |
| 141                             | Joris Delbove ‏                  | 42                              |
| 142                             | Nicolas Debeaumarché ‏           | لم يبدأ-2                       |
| 144                             | أنتوني مالدونادو                | 88                              |
| 145                             | Flavien Maurelet ‏               | 89                              |
| 146                             | Yoann Paillot ‏                  | 46                              |
| 147                             | Morné van Niekerk ‏              | لم يكمل السباق-3                |

| Van Rysel–Roubaix ‏ GRL | Van Rysel–Roubaix ‏ GRL | Van Rysel–Roubaix ‏ GRL |
| ---------------------- | ---------------------- | ---------------------- |
| م                      | عداء                   | مرتبة                  |
| 151                    | افالداس سيسكفهيوس      | 91                     |
| 152                    | Clément Carisey ‏       | 82                     |
| 153                    | توماس دينيس            | لم يكمل السباق-2       |
| 154                    | Maxime Jarnet ‏         | 52                     |
| 155                    | Jérémy Leveau ‏         | لم يبدأ-1              |
| 156                    | FRA                    | 90                     |
| 157                    | صموئيل لورو ‏           | 65                     |

| Nice Métropole Côte d'Azur ‏ NMC | Nice Métropole Côte d'Azur ‏ NMC | Nice Métropole Côte d'Azur ‏ NMC |
| ------------------------------- | ------------------------------- | ------------------------------- |
| م                               | عداء                            | مرتبة                           |
| 161                             | Antoine Berlin ‏                 | 58                              |
| 162                             | Julien Amadori ‏                 | 96                              |
| 163                             | Jonathan Couanon ‏               | 83                              |
| 164                             | FRA                             | 74                              |
| 165                             | Jean Goubert ‏                   | 49                              |
| 166                             | (Wikidata:Q233)                 | 18                              |
| 167                             | Maxime Urruty ‏                  | 78                              |

| CIC U Nantes Atlantique ‏ 194 | CIC U Nantes Atlantique ‏ 194 | CIC U Nantes Atlantique ‏ 194 |
| ---------------------------- | ---------------------------- | ---------------------------- |
| م                            | عداء                         | مرتبة                        |
| 171                          | Louis Barré ‏                 |                              |
| 172                          | FRA                          |                              |
| 173                          | Jordan Jegat ‏                |                              |
| 174                          | Yaël Joalland ‏               | لم يكمل السباق-2             |
| 175                          | Mathias Le Turnier ‏          |                              |
| 176                          | Axel Mariault ‏               |                              |
| 177                          | ايمانويل مورين               |                              |

## التصنيف العام النهائي
| التصنيف العام         | التصنيف العام            | التصنيف العام   | التصنيف العام       | التصنيف العام  |
| العداء                | العداء                   | البلد           | الفريق              | الوقت          |
| --------------------- | ------------------------ | --------------- | ------------------- | -------------- |
| 1                     | نيرو كوينتانا            | كولومبيا        | فورتنيو سامسيك      | 10 س 56 د 01 ث |
| 2                     | تيم فيلانز               | بلجيكا          | لوتو سودال          | + 1 د 30 ث     |
| 3                     | ويليام مارتن             | فرنسا           | كوفيديس             | + 1 د 48 ث     |
| 4                     | فالنتين مادواس           | فرنسا           | Groupama-FDJ        | + 2 د 50 ث     |
| 5                     | باوك موليما              | هولندا          | تريك سيغافريدو      | + 2 د 52 ث     |
| 6                     | Amanuel Ghebreigzabhier ‏ | إريتريا         | تريك سيغافريدو      | + 2 د 55 ث     |
| 7                     | الكسيس فويليرموز         | فرنسا           | ديركت إينرجي        | + 2 د 57 ث     |
| 8                     | Andreas Kron ‏            | الدنمارك        | لوتو سودال          | + 3 د 52 ث     |
| 9                     | جيمس شو                  | المملكة المتحدة | إي أف إديوكيشن نيبو | + 3 د 56 ث     |
| 10                    | Kevin Geniets ‏           | لوكسمبورغ       | Groupama-FDJ        | + 3 د 58 ث     |
| مصدر: ProCyclingStats |                          |                 |                     |                |

### تصنيف النقاط
| تصنيف النقاط          | تصنيف النقاط     | تصنيف النقاط | تصنيف النقاط      | تصنيف النقاط |
| العداء                | العداء           | البلد        | الفريق            | النقاط       |
| --------------------- | ---------------- | ------------ | ----------------- | ------------ |
| 1                     | نيرو كوينتانا    | كولومبيا     | فورتنيو سامسيك    | 45 نقطة      |
| 2                     | تيم فيلانز       | بلجيكا       | لوتو سودال        | 41 نقطة      |
| 3                     | ويليام مارتن     | فرنسا        | كوفيديس           | 32 نقطة      |
| 4                     | أندريا فيندرام   | إيطاليا      | AG2R Citroën Team | 23 نقطة      |
| 5                     | الكسيس فويليرموز | فرنسا        | ديركت إينرجي      | 22 نقطة      |
| مصدر: ProCyclingStats |                  |              |                   |              |

### تصنيف الجبال
| تصنيف الجبال          | تصنيف الجبال      | تصنيف الجبال | تصنيف الجبال                | تصنيف الجبال |
| العداء                | العداء            | البلد        | الفريق                      | النقاط       |
| --------------------- | ----------------- | ------------ | --------------------------- | ------------ |
| 1                     | نيرو كوينتانا     | كولومبيا     | فورتنيو سامسيك              | 18 نقطة      |
| 2                     | تيبو بينو         | فرنسا        | Groupama-FDJ                | 16 نقطة      |
| 3                     | Jonathan Couanon ‏ | فرنسا        | Nice Métropole Côte d'Azur ‏ | 14 نقطة      |
| 4                     | ليليان كالجمان    | فرنسا        | AG2R Citroën Team           | 14 نقطة      |
| 5                     | Roger Adrià ‏      | إسبانيا      | Equipo Kern Pharma ‏         | 10 نقطة      |
| مصدر: ProCyclingStats |                   |              |                             |              |

## تصنيف الفرق

### الفرق حسب الوقت
| تصنيف الفرق حسب الوقت | تصنيف الفرق حسب الوقت | تصنيف الفرق حسب الوقت | تصنيف الفرق حسب الوقت |
| الفريق                | الفريق                | البلد                 | الوقت                 |
| --------------------- | --------------------- | --------------------- | --------------------- |
| 1                     | Groupama-FDJ          | فرنسا                 | 33 س 02 د 30 ث        |
| 2                     | AG2R Citroën Team     | فرنسا                 | + 30 ث                |
| 3                     | 2022 أركيا سامسيك ‏    | فرنسا                 | + 2 د 56 ث            |
| 4                     | Team DSM              | هولندا                | + 3 د 04 ث            |
| 5                     | توتال إنرجيز 2022 ‏    | فرنسا                 | + 8 د 39 ث            |
| مصدر: ProCyclingStats |                       |                       |                       |

## تصانيف فرعية

### تصنيف أفضل شاب
| تصنيف أفضل شاب        | تصنيف أفضل شاب   | تصنيف أفضل شاب              | تصنيف أفضل شاب      | تصنيف أفضل شاب |
| العداء                | العداء           | البلد                       | الفريق              | الوقت          |
| --------------------- | ---------------- | --------------------------- | ------------------- | -------------- |
| 1                     | Andreas Kron ‏    | الدنمارك                    | لوتو سودال          | 10 س 59 د 53 ث |
| 2                     | مارك دونوفان     | المملكة المتحدة             | Team DSM            | + 19 ث         |
| 3                     | فرنسا            | Nice Métropole Côte d'Azur ‏ | + 1 د 44 ث          |                |
| 4                     | Roger Adrià ‏     | إسبانيا                     | Equipo Kern Pharma ‏ | + 3 د 09 ث     |
| 5                     | Valentin Ferron ‏ | فرنسا                       | ديركت إينرجي        | + 7 د 03 ث     |
| مصدر: ProCyclingStats |                  |                             |                     |                |

## وصلات خارجية
- الموقع الرسمي
- لمحة عن سباق طواف هوت فار 2022 على موقع  ProCyclingStats   (برو  سايكلنج  ستاتس) - إحصاءات  محترفي  الدراجات.
- طواف هوت فار 2022 على موقع إحصائيات الدراجات الإحترافية (الإنجليزية)